# Рязанцев, Алексей Фёдорович
Алексей Фёдорович Рязанцев (1915—1984) — штурман 179-го гвардейского истребительного Трансильванского ордена Суворова авиационного полка 14-й гвардейской истребительной Кировоградско-Будапештской Краснознамённой ордена Суворова авиационной дивизии 3-го гвардейского истребительного Ясского Краснознамённого ордена Суворова авиационного корпуса 5-й воздушной армии 2-го Украинского фронта, гвардии майор. Герой Советского Союза.

## Биография
Родился 15 октября 1915 года в посёлке Балятина ныне Октябрьский Люберецкого района Московской области в семье лесника. Русский. Отец был уважаемым человеком, потомственным егерем-лесником. В их доме не раз останавливались, приезжая на охоту, видные деятели партии и государства. В детстве Алексей разговаривал с В. И. Лениным, став старше ходил на охоту с М. И. Калининым. После окончания 8-го класса сельской школы поступил в школу фабрично-заводского ученичества при Московском автомобильном заводе, освоил рабочую профессию термиста. По окончании школы ФЗУ весной 1934 года Алексей получил назначение в город Горький, на машиностроительный завод «Новое Сормово».
Летом того же года был призван Красную Армию и по путёвке Сормовского райкома комсомола направлен в школу лётчиков. В августе был зачислен в 9-ю объединённую военную школу лётчиков и лётчиков-наблюдателей в городе Харьков. После выпуска в 1937 году лейтенант Рязанцев был оставлен в школе инструктором. Готовил кадры для авиации республиканской Испании, освоил несколько типов самолётов: бомбардировщики ТБ-1, СБ, истребители И-15 и И-16. Написал несколько рапортов об отправке добровольцем в Испанию, но безрезультатно.
Когда началась Великая Отечественная война, за плечами старшего лейтенанта Рязанцева были три с половиной года инструкторской работы в Харьковской военной авиационной школе лётчиков. В первые дни войны написал рапорт об отправке на фронт. 7 июля он прибыл на должность заместителя командира 3-й эскадрильи в 296-й истребительный авиационный полк, действовавший на Южном фронте.
В первом боевом вылете сбил немецкий бомбардировщик. Затем одержал ещё две победы. Неоднократно летал на разведку, провёл 11 штурмовок живой силы и техники противника. Лично уничтожил на земле до 30 автомашин с грузами, 25 повозок с боеприпасами и более сотни солдат и офицеров противника. За бои начального периода войны был награждён орденом Красного Знамени.
В конце августа в воздушном бою был ранен в руку. После госпиталя был признан негодным к лётной работе. Несмотря не решение врачей, вернулся в свой полк и продолжил летать. Вскоре был переведён в 297-й истребительный авиационный полк командиром эскадрильи. С этим полком он прошёл всю войну. Член ВКП/КПСС с 1941 года.
В воздушном бою над Сталинградом был сбит и снова ранен в правую руку. Во время вынужденной посадки около Мамаева кургана лётчик повредил позвоночник, двенадцать суток находился без сознания. Несколько месяцев провёл в госпиталях и вернулся в свой полк, получивший в декабре новые истребители Ла-5 и вошедший во вновь формируемую 302-ю истребительную авиационную дивизию. В составе этой дивизии Рязанцев воевал на Воронежском, Степном, 2-м Украинском и 1-м Белорусском фронтах. Участвовал в Курской битве и битве за Днепр, освобождении Правобережной Украины, в Корсунь-Шевченковской и Ясско-Кишинёвской, Дебреценской, Будапештской наступательных операциях.
От боя к бою росло мастерство лётчика-истребителя, увеличивался счёт сбитых вражеских самолётов. 16 октября в районе Мишурин Рог — Лиховка пятёрка Ла-5 под командованием майора Рязанцева вылетела на прикрытие наземных войск. Лётчики встретили 20 немецких бомбардировщиков Ju-87 в сопровождении 6 истребителей Me-109. Ожесточенный бой длился 15 минут, было сбито 7 вражеских самолётов два из которых на счету ведущего. Это были его 10 и 11 победы. Только за две недели октября он уничтожил в воздушных боях с превосходящим противником пять «юнкерсов» и один «мессершмитт». За образцовое выполнение боевых заданий награждён вторым орденом Красного Знамени.
К сентябрю 1944 года штурман полка гвардии майор Рязанцев совершил 154 боевых вылета, провёл 45 воздушных боёв, сбил лично 15 самолётов противника и 1 в группе.
Указом Президиума Верховного Совета СССР от 23 февраля 1945 года за образцовое выполнение заданий командования и проявленные мужество и героизм в боях с немецко-фашистскими захватчиками гвардии майору Алексею Фёдоровичу Рязанцеву присвоено звание Героя Советского Союза с вручением ордена Ленина и медали «Золотая Звезда».
О высокой награде он узнал в госпитале, где лечился после очередного ранения. Уговорил врачей досрочно выписать его и вернулся в свой полк. Через несколько дней командующий 5-й воздушной армией генерал С. К. Горюнов вручил Алексею Фёдоровичу Рязанцеву орден Ленина и Золотую Звезду.
В небе над Будапештом майор Рязанцев совершил свой последний боевой вылет. Всего к концу войны у него их было около двухсот, общий счёт сбитых самолётов не изменился. На груди появилась новая награда — орден Отечественной войны 1-й степени. Окончание войны застало Рязанцева в Чехословакии, в городе Брно.

## После войны
В июле 1945 года медицинская комиссия признала Рязанцева инвалидом второй группы, и он был демобилизован. Приехал домой, но стремился вернуться в авиацию, если не в военную, то хотя бы в гражданскую. Через три года, добившись замены группы инвалидности на третью, дающую право работать, он поехал в Москву. В отделе кадров Гражданского воздушного флота ему предложили областной центр Западной Украины, город Станислав.
Медицинская комиссия в Киеве признала Рязанцева годным к лётной работе. Сам он ничего не сказал о наличии инвалидности и постоянных болях. Его назначили командиром звена, работавшего на самолётах По-2. Задачи выполнялись самые разнообразные: борьба с вредителями сельского хозяйства на полях, защита леса от пожара, перевозка пассажиров и больных, почты. В страдную пору приходилось Рязанцеву бывать в командировках в Узбекистане и Таджикистане, опылять удобрениями с воздуха хлопковые поля. В 1948 году он уже был командиром авиаотряда. Награждён знаком «Отличник аэрофлота».
В сентябре 1951 года он стал слушателем партийной школы ГВФ в городе Ленинграде. После её окончания в 1954 году Рязанцев получил назначение командиром авиаотряда в город Ворошиловград. В том же году очередная медицинская комиссия признала его негодным к лётной службе. Рязанцева перевели на должность начальника службы движения в аэропорту, где он работал до выхода на пенсию в 1977 году. В 1965 году он заочно окончил педагогический институт. Восемь лет подряд Рязанцев был депутатом Ворошиловградского городского Совета народных депутатов. Вёл активную военно-патриотическую работу. Был главным редактором радио-телевизионного журнала «Патриот».
Алексей Фёдорович Рязанцев умер 31 марта 1984 года. Похоронен в городе Луганске.

## Награды
Награждён орденом Ленина, тремя орденами Красного Знамени, орденом Отечественной войны 1 степени, медалями.

## Память
- Его имя высечено на обелиске в Луганске.
- В Нижнем Новгороде память о Герое увековечена мемориальной плитой, установленной на памятнике у Вечного огня на территории Нижегородского машиностроительного завода.
- На площади Победы в городе Раменское у Вечного огня установлена гранитная плита, на которой высечено имя Героя.